# Mister Universe Model
Mister Universe Model è un concorso di bellezza maschile, organizzato annualmente dalla agenzia venezuelana Belleza Venezolana. Si tratta di un evento annuale istituito nel 2008 e ad esso partecipano i rappresentanti di più di trenta nazioni. È considerato uno dei quattro concorsi più importanti nel settore, insieme a Manhunt International, Mister Mondo e Mister International.

## Albo d'oro
| Anno | Vincitore          | Provenienza          | Location                                   | Concorrenti |
| ---- | ------------------ | -------------------- | ------------------------------------------ | ----------- |
| 2008 | Iván Cabrera Trigo | Spagna               | Rep. Dominicana Santo Domingo              | 21          |
| 2009 | Joshua Day         | Stati Uniti          | Rep. Dominicana Punta Cana                 | 24          |
| 2010 | Tarik Kaljanac     | Bosnia ed Erzegovina | Rep. Dominicana Punta Cana                 | 33          |
| 2011 | Juan Pablo Gómez   | Venezuela            | Rep. Dominicana Punta Cana                 | 42          |
| 2012 | Erick Jiménez      | Rep. Dominicana      | Rep. Dominicana Santo Domingo              | 27          |
| 2013 | Rafael Chávez      | Messico              | Rep. Dominicana Santiago de los Caballeros | 29          |
| 2014 | Bruno Mooneyhan    | Brasile              | Rep. Dominicana Santo Domingo              | 27          |